# Округ Ван Бјурен (Тенеси)
Округ Ван Бјурен (енгл. Van Buren County) је округ у америчкој савезној држави Тенеси.

## Демографија
По попису из 2010. године број становника је 5.548, што је 40 (0,7%) становника више него 2000. године.
| Група             | 2000.         | 2010.         |
| Белци             | 5.437 (98,7%) | 5.408 (97,5%) |
| Афроамериканци    | 7 (0,1%)      | 23 (0,4%)     |
| Азијати           | 4 (0,1%)      | 8 (0,1%)      |
| Хиспаноамериканци | 18 (0,3%)     | 50 (0,9%)     |
| Укупно            | 5.508         | 5.548         |